# Юмас
Юма́с (рос. Юмас) — присілок у складі Кондінського району Ханти-Мансійського автономного округу Тюменської області, Росія. Входить до складу Морткинського міського поселення.
Населення — 513 осіб (2010, 582 у 2002).
Національний склад станом на 2002 рік: росіяни — 62 %, мансі — 30 %.
Раніше існувало 2 присілки — Юмас та Бондарка, які були об'єднані.